# Michael Moussa Adamo
Michael Moussa Adamo (10 tháng 1 năm 1961 – 20 tháng 1 năm 2023) là một chính trị gia người Gabon. Ông từng giữ chức Đại sứ Gabon tại Hoa Kỳ, Bộ trưởng Bộ Quốc phòng và Ngoại trưởng Gabon từ tháng 3 năm 2022 cho đến khi qua đời. Ngày 20 tháng 1 năm 2023, Phủ Tổng thống Gabon đã xác nhận ông Moussa Adamo đã qua đời vì cơn đau tim.

## Tiểu sử
Michael Moussa Adamo sinh ngày 10 tháng 1 năm 1961 tại thị trấn Makokou, miền Đông Bắc Gabon. Thuở đầu, ông là một phát thanh viên truyền hình. Vào năm 1981, ông đã đến Hoa Kỳ học tập và tốt nghiệp trình độ thạc sĩ quan hệ quốc tế và truyền thông tại Đại học Boston năm 1989. Đến năm 2000, ông được bầu vào quốc hội và trở thành Chánh Văn phòng cho Bộ trưởng Bộ Quốc phòng Bongo Ondimba. Khi Bongo Ondimba đắc cử Tổng thống, ông đã trở thành cố vấn đặc biệt của tổng thống. Vào năm 2010, ông đã được luân chuyển làm Đại sứ Gabon tại Hoa Kỳ cho đến năm 2020, ông trở thành Bộ trưởng Bộ Quốc phòng và giữ chức Ngoại trưởng từ tháng 3 năm 2022 đến khi qua đời.

## Qua đời
Vào ngày 20 tháng 1 năm 2023, ông được cho là đã lên cơn đau tim trong một cuộc họp nội các. Sau khi được điều trị tại bệnh viện quân đội, ông đã qua đời vào lúc 12 giờ 12 phút theo múi giờ UTC+01:00. Tổng thống Gabon Ali Bongo Ondimba cũng đã chia sẻ và gọi ông là "một nhà ngoại giao vĩ đại, một chính khách chân chính" và là một người bạn trung thành và chung thủy.